# Cabinet Taylor
Composition du gouvernement de Charles Taylor, président du Liberia de 1997 à 2003 :
- Jenkins Dunbar (1947-2009), Ministre des Terres, Mines et Energie de 1995 à 2003[1]